# Digestión por sialidasa

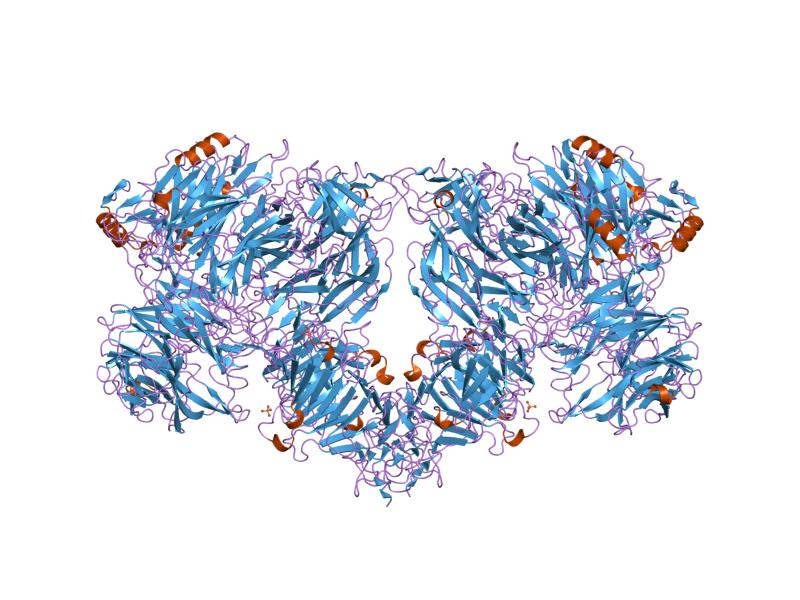
Endo-alpha-sialidasa, un tipo de sialidasa

La enzima sialidasa (también conocido como 'neuraminidasa'), digiere sus substratos de manera muy similar a la de diastasa. Consiste en eliminar el glucógeno del tejido evitando así su tinción.

## Fundamento
La sialidasa es una enzima que cataliza la hidrólisis de enlaces α-2,3, α-2,6 y α-2,8 (a una velocidad decreciente, respectivamente) de los residuos siálicos terminales de oligosacáridos, glicoproteínas, glicolípidos, ácido colomínico y sustrato sintético. Actúa sobre el glucógeno descomponiéndolo y así eliminándolo del tejido como tal, por lo que no es teñido.

## Tejido control y diana
El substrato de sialidasa es cualquier tejido que contenga glucógeno (mucopolisacáridos en general).
Para fijar la muestra se suele utilizar el formol 10%, formol-alcohol o líquido de Carnoy. No suele fijarse con líquido de Zenker o de Helly. El líquido de Bouin elimina las sialomucinas de los tejidos, por lo que tampoco se utiliza.
El medio de inclusión preferible es la parafina, y el grosor de corte de 4 a 6 micras.